# Alcis subrepandata
Alcis subrepandata är en fjärilsart som beskrevs av Otto Staudinger 1892. Alcis subrepandata ingår i släktet Alcis och familjen mätare. Inga underarter finns listade i Catalogue of Life.